# 화천 꺼먹다리
화천 꺼먹다리(華川 꺼먹다리)는 대한민국 강원특별자치도 화천군 화천읍과 간동면을 연결하는 일제강점기에 만들어진 교량이다. 2004년 9월 4일 대한민국의 국가등록문화재 제110호로 지정되었다.

## 개요
꺼먹다리는 강원도 화천군에 위치해 있는 우리나라 최초의 철근 콘크리트 교량이다. 화천댐과 화천수력발전소가 생기면서 놓인 다리로 화천읍과 간동면을 연결해주고 있다.
일제강점기 당시 교각은 일제가 세웠으며 러시아가 철골을 올리고 이후 한국전쟁 당시 우리가 상판을 얹어 지금의 모습을 갖추게 되었다. 꺼먹다리는 나무 상판위에 검은색 콜타르를 칠한 모습에서 꺼먹다리라는 이름이 붙었다.
꺼먹다리는 당시의 모습이 잘 간직되고 있기 때문에 당시의 산업과 근대 가구식 구조 교량사 연구에 중요한 자료로 평가받고 있다. 또한 한국전쟁 당시의 포탄과 총알 흔적이 그대로 남아있어 근현대사의 아픔을 잘 보여주고 있다.
단순하면서 구조적으로 안정감있는 입면형상을 보여주며, 원형이 잘 보존되어 교량사 연구에 좋은 자료이다.

## 참고 자료
- 화천 꺼먹다리 - 국가유산청 국가유산포털